# NGC 7818
NGC 7818 é uma galáxia espiral (Sc) localizada na direcção da constelação de Pisces. Possui uma declinação de +07° 22' 45" e uma ascensão recta de 0 horas, 04 minutos e 09,0 segundos.
A galáxia NGC 7818 foi descoberta em 23 de Outubro de 1886 por Lewis A. Swift.